# 拉结会堂
拉结会堂（Ohel Rachel Synagogue），又名西摩路会堂（Seymour Synagogue），是中国上海的一座塞法迪犹太人的犹太会堂，位于静安区陕西北路500号（新闸路口东南侧）。拉结会堂由旅居上海的地产大亨雅各布·伊利亚斯·沙逊爵士（Jacob Elias Sassoon）建于1920年，以纪念亡妻拉结·沙逊（Rachel Sassoon），位于上海公共租界西区的西摩路（今陕西北路）。1921年1月23日启用。它是远东规模最大的犹太会堂，也是上海现存的两座犹太会堂之一。
第二次世界大战后期，日军占领上海公共租界，拉结会堂被其占据。中国共产党攻占上海三年后，拉结会堂再次改作他用。1994年，拉结会堂成为受保护的上海市优秀历史建筑。自1999年起，该堂在一些犹太节日期间恢复开放；而在2010年上海世界博览会期间，拉结会堂曾经一度恢复了日常的祷告仪式。

## 历史

### 建造
拉结会堂由沙逊家族的雅各·以利亚·沙逊爵士和爱德华·伊利亚斯·沙逊爵士修建，这是一个富有的巴格达犹太人家族，沙逊大厦等上海许多著名的历史建筑都是由这个家族所建造。  
拉结会堂取代了建于1887年的上海第一座犹太会堂埃尔会堂（Beth El Synagogue）。其设计者是上海的建筑师事务所马海洋行（Moorhead & Halse）。地址位于上海公共租界西区的西摩路（今陕西北路）。

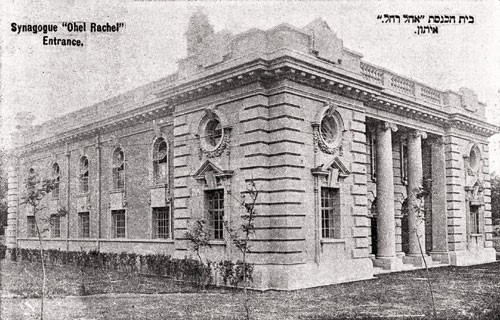
拉结会堂老照片

该建筑于1920年3月开放，1921年1月23日，由刚刚到达的上海第一位塞法迪犹太人拉比W. 赫希主持了奉献仪式。拉结会堂是以雅各·以利亚·沙逊已故的妻子拉结·沙逊命名，但是，在会堂建成之前，他本人也已亡故，因此，会堂是献给夫妇二人。该堂以其所在地址，俗称为西摩路会堂。
拉结会堂是上海第一座为特定目的建造的犹太会堂。它是一座希腊复兴风格的建筑，通过宏伟的爱奥尼亚柱式的门廊进入，其内部结构和两侧圆拱窗模仿了伦敦的贝维斯马克斯犹太会堂以及劳德代尔路犹太会堂。拉结会堂内包括二楼的座位，可容纳700人。其妥拉柜有30卷妥拉卷轴，两边是大理石柱子。会堂的设施还包括图书馆和浸禮池等。拉结会堂建筑面积2182平方米，是远东地区最大的犹太会堂，被称为“东方首屈一指”。。

### 租界时期
1921年，犹太总会（Jewish Club Ahduth）在拉结会堂大院内成立。塞法迪犹太人和阿什肯納茲猶太人都可以入会参与社交，但是由前者居主导地位。1932年一二八事变期间，中日两国军队的战斗，对阿什肯納茲猶太人集中居住的虹口区造成严重的破坏，于是摩西会堂在毗邻拉结会堂的一座建筑物开设了分堂。上海犹太学堂也在1932年从虹口的狄思威路搬到拉结会堂旁的一座建筑物。学堂既招收阿什肯納茲猶太人学生，也招收塞法迪学生。
1937年淞沪会战后，日本占领上海华界。拉结会堂所在的上海公共租界仍然处于国际控制之下。但是，1941年12月7日珍珠港事件后，日军占领上海公共租界。美国供给上海数以千计的的欧洲犹太难民的资金来源被切断。1943年，日本人对上海犹太人采取限制措施，要求他们中的大多数人迁入无国籍难民隔离区—上海隔都。这个地方位于虹口区，远离拉结会堂。这时，拉结会堂已被改为一个马厩。

### 中华人民共和国

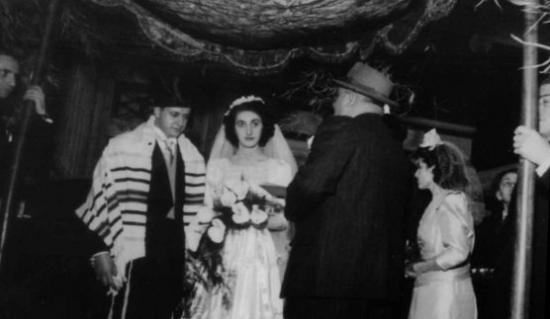
1951年1月在拉结会堂举办的婚礼仪式

国共内战末期，1949年5月，中国共产党军队攻占上海。几个月后，中华人民共和国宣告成立。他们允许上海的犹太人继续使用拉结会堂，直到1952年时被没收。 此后该建筑被分配给上海市教育局，用作礼堂。到1956年，上海几乎所有的犹太人都已经移民，离开中国。1966年文化大革命期间，该建筑改为仓库，遭到一些破坏，窗户和吊灯都被砸碎。
1990年代后期中美关系解冻，1998年2月，中国国家主席江泽民邀请由美国总统比尔·克林顿选定的三位美国宗教领袖访问中国。其中一位，拉比阿瑟·施奈尔（Arthur Schneier），得到了上海市长徐匡迪的承诺，将保护、修复并重新开放拉结会堂。上海市政府拨款6万美元修复会堂，得到了已经移居以色列的原会堂看守 Aha Toeug的指导。拉结会堂得到了清洗和粉刷，但是结构损伤并未修复。 

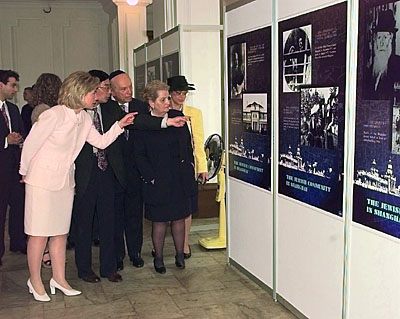
希拉里·克林顿（左）和美国国务卿马德琳·奥尔布赖特（右）在1998年7月参观拉结会堂

几个月后，1998年7月，在比尔·克林顿总统对中国进行国事访问期间，他的妻子希拉里·克林顿和美国国务卿马德琳·奥尔布赖特参观了拉结会堂。施奈尔拉比使用从纽约市带来的妥拉祝圣了拉结会堂，事后将妥拉捐赠给当地犹太社区。1999年9月，在这座会堂举行了自从1952年以来的第一次吹角节仪式。同年，以色列总统埃泽尔·魏茨曼和德国总理格哈特·施罗德也各自参观了拉结会堂。为了这些在访问，对会堂进行了翻新。此后会堂被用作礼堂，犹太人只被允许在此庆祝几个犹太节日，如普珥节、逾越节、吹角节和修殿节。
作为2010年上海世界博览会的一部分，拉结会堂重新开放，定期举行安息日仪式。不过，犹太教在中国仍未得到承认，该地点仍属于上海市教育局，只允许通过预定，在周五晚上和周六上午开放，而平日的宗教仪式只能在其他地点举行。但是到2013年，拉结会堂又变成只能在重大节日时开放。对此，正在访华的美国众议院多数党领袖，来自弗吉尼亚州的美国共和党代表，当时美国级别最高的犹太政治家埃瑞克·康特提出了抗议。

## 保护
拉结会堂和摩西会堂（现为上海犹太难民纪念馆）是上海目前原有的六座以上的犹太会堂中仅存的两座 。1994年3月18日，拉结会堂被列为第二批上海市优秀历史建筑加以保护。但是仍然用作办公和储存空间，直到1998年 。拉结会堂被列入2002年世界文化遗产守护计划（2002 World Monuments Watch），列入100个最濒危遗址名单，以帮助当地犹太社区，努力解决拉结会堂的结构性问题，包括侵入性植被和屋顶漏水问题，恢复到1920年时的风貌。该基金会的犹太遗产计划提供赠款，以协助记录遗址并制定长期管理计划。它又被列入2004年世界文化遗产守护计划，主要是为了“保持对该项目的认识”。